# Clint Irwin
Clinton Robert Irwin, conosciuto come Clint Irwin (Tulsa, 1º aprile 1989), è un calciatore statunitense, portiere svincolato.

## Palmarès

### Club

#### Competizioni nazionali
- Canadian Championship: 2

Toronto FC: 2017, 2018
- MLS Supporters' Shield: 1

Toronto FC: 2017
- Campionato MLS: 1

Toronto FC: 2017